# Nueva Esperanza (Pellegrini)
Nueva Esperanza ist die Hauptstadt des Departamento Pellegrini in der Provinz Santiago del Estero im nordwestlichen Argentinien. Sie liegt 207 Kilometer von der Provinzhauptstadt Santiago del Estero entfernt und ist über die Ruta Nacional 34 mit ihr verbunden. In der Klassifikation der Gemeinden der Provinz ist sie als Gemeinde der 3. Kategorie eingeteilt.

## Bevölkerung
Nueva Esperanza hat 4.278 Einwohner (2001, INDEC), das sind 21 Prozent der Bevölkerung des Departamento Pellegrini.